# Ibis łysy
Ibis łysy (Geronticus calvus) – gatunek dużego ptaka z rodziny ibisów (Threskiornithidae), zamieszkujący klifowe brzegi i wyżyny Afryki Południowej (RPA, Lesotho i Eswatini). Obecnie gatunek ten jest bliski zagrożenia wyginięciem; został objęty programem intensywnej ochrony. Jest to gatunek monotypowy.

## Morfologia

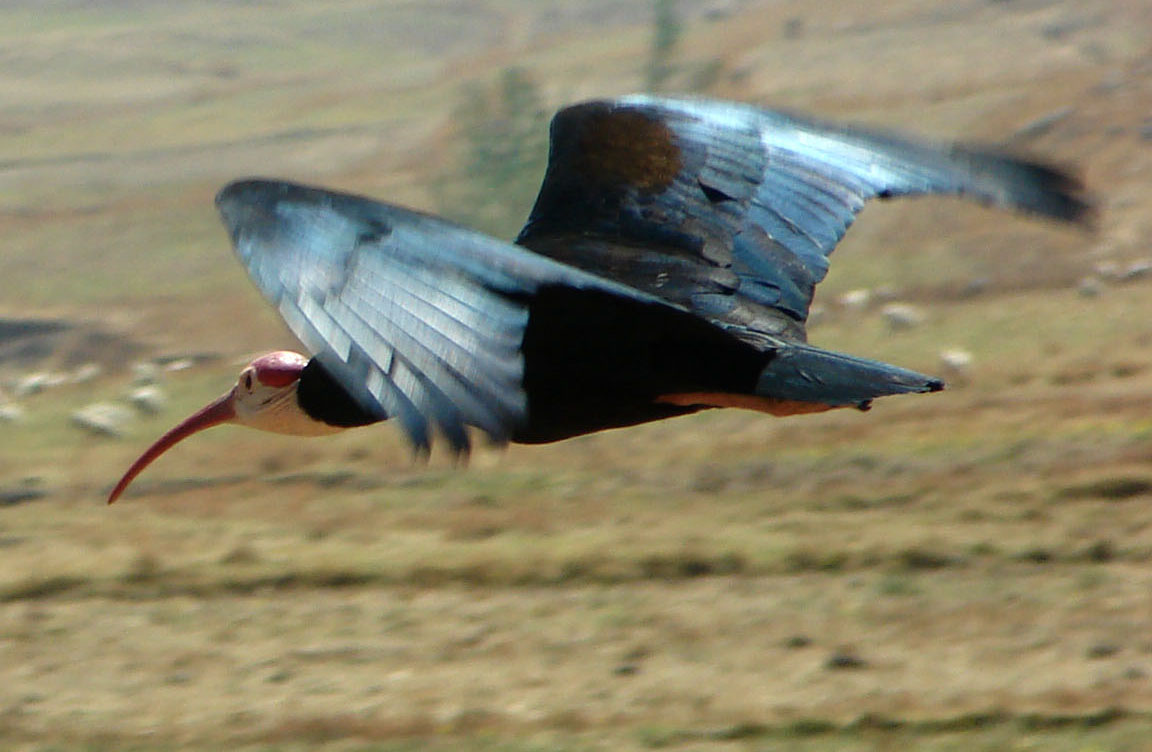
Ibis łysy w locie

Wygląd zewnętrznyCałkowicie naga, jasna skóra na głowie (od czego wzięła się nazwa gatunkowa) z czerwoną plamą na wierzchu, czerwonym dziobem i obwódką oka. Upierzenie reszty ciała czarne z granatowym połyskiem, na środku skrzydła ciemnobrązowo-fioletowa plama. Nogi podobnie jak dziób – czerwone. Dymorfizm płciowy nie jest widoczny.
Rozmiarydługość ciała ok. 80 cm.
Masa ciałaok. 1,3 kg.

## Środowisko
Zamieszkuje tereny stepowe i półpustynne z niedostępnymi skałami i klifami, na których się gnieździ. Preferuje obszary położone na wysokości 1200–1850 m n.p.m. 

## Pożywienie
Chrząszcze, gąsienice, szarańczaki i inne bezkręgowce, a także drobne ssaki, jaszczurki czy ptaki – często w formie znalezionej padliny.

## Lęgi

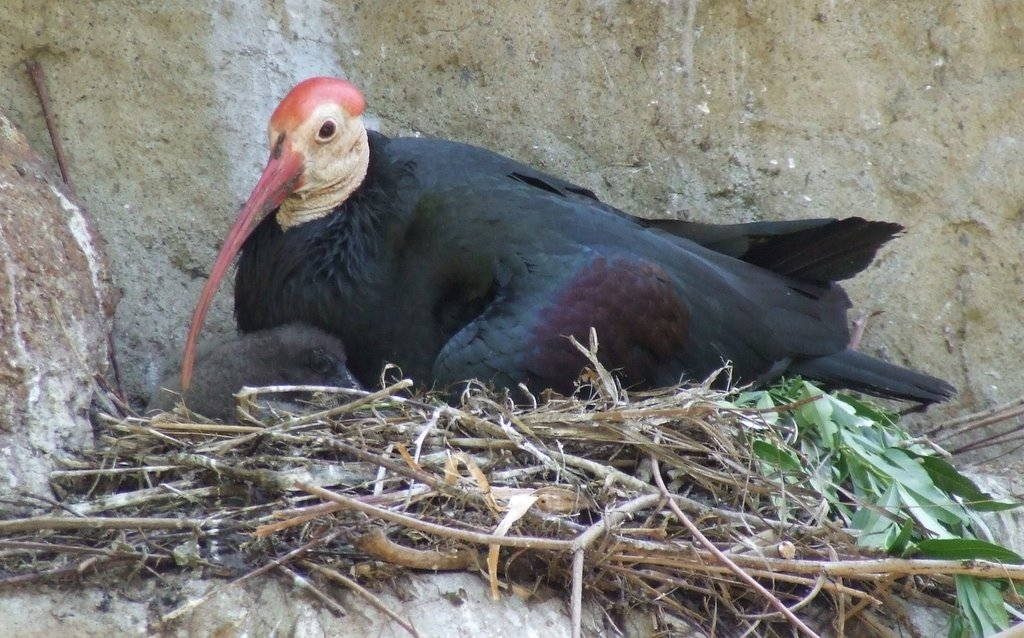
Ibis łysy w gnieździe z pisklęciem

Okres lęgówRozpoczyna się na przełomie sierpnia i września.
GniazdoBuduje na półkach skalnych, często w pobliżu wodospadów.
Jaja2–3
Wysiadywanie21 dni
PisklętaZdolne do lotu po ok. dwóch miesiącach.

## Status
Międzynarodowa Unia Ochrony Przyrody (IUCN) od 2024 roku uznaje ibisa łysego za gatunek bliski zagrożenia (NT, Near Threatened); wcześniej, od 1994 roku klasyfikowała go jako gatunek narażony (VU, Vulnerable). W 2015 roku szacowano liczebność światowej populacji na 3300–4000 dorosłych osobników, ale obecnie uważa się, że były to dane zaniżone. W 2024 roku BirdLife International podawała liczebność 7000–8000 dorosłych osobników, a trend liczebności populacji oceniła jako stabilny.